# Ilex lohfauensis
Ilex lohfauensis är en järneksväxtart som beskrevs av Elmer Drew Merrill. Ilex lohfauensis ingår i släktet järnekar, och familjen järneksväxter. Inga underarter finns listade i Catalogue of Life.